# 法務部調査局
法務部調査局（ほうむぶちょうさきよく、中国語繁体字：法務部調查局、英語：Ministry of Justice, Investigation Bureau；略称MJIB）とは、中華民国の法務部に設置されている捜査機関。局職員は、司法警察権を有する。法務部組織法で「調査局」の設置が規定され、組織の詳細は法務部調査局組織法に規定されている。
日中戦争時代は、中央執行委員会調査統計局と呼ばれ、略して中統として知られた。

## 歴史
1928年、国民党中央組織部調査科設立。1935年、中央組織委員会党務調査処に昇格。その後、中央執行委員会調査統計局（中統）に昇格。1947年、党員通訊局に改称。
1949年4月、内政部調査局に改編。同年12月、政府に従い台北に移る。1956年6月1日、司法行政部に移管。
1980年8月1日、法務部調査局に改称。

## 機構
法務部調査局組織法に規定されている。
- 国家安全維護処 - 内乱・外患の取締。国家機密漏洩の取締。
- 廉政処 - 汚職取締及び買収の査察
- 経済犯罪防制処 - 重大経済犯罪の取締
- 毒品防制処 - 劇毒物の取締
- 洗銭防制処 - マネーロンダリングの取締
- 資通安全処 - コンピュータ犯罪の取締、鑑識及びセキュリティ処理
- 国内安全調査処 - 国内安全の調査
- 保防処 - 機関防諜業務及び全国防諜、国民防諜教育の協調、執行
- 国際事務処 - 国内外関連機関との協調連携、国際協力、国家安全調査及び多国籍犯罪案件の捜査協力
- 両岸情勢研析処 - 両岸情勢及び犯罪活動資料の収集・分析
- 諮詢業務処 - 国内安全及び犯罪の調査・取締の企画・管理
- 鑑識科学処 - 化学、文書、物理、法医鑑識及び科学技術支援
- 通訊監察処 - 通信監察及び証拠収集器材の管理支援
- 督察処 - 調査局職員の風紀考査、業務監督と査察
- 総務処 - 本局の財産、文書、記録、出納、庶務管理
- 公共事務室 - 本局の活動宣伝、検挙陳情の受理、参観の接待、新聞との連携、国民サービスその他の公共事務
- 秘書室
- 人事室
- 会計室
- 政風室

各省（市）、県（市）及び重要地区には、調査処、調査站又は工作站が設置されている。

## 歴代局長

### 内政部調査局長
1. 季源溥（1949年4月～1956年5月）

### 司法行政部調査局長
1. 季源溥（1956年6月～）
2. 張慶恩
3. 沈之岳（1964年5月～1978年1月）
4. 阮成章（1978年1月～1980年7月）

### 法務部調査局長
1. 阮成章（1980年8月～1984年6月）
2. 翁文維（1984年7月～1989年5月） - 局内部から昇進した唯一の局長
3. 呉東明（1989年5月～1995年2月） - アメリカ合衆国、パデュー大学の機械工学博士
4. 廖正豪（1995年2月～1996年6月） - 最初の文民局長。後に法務部長
5. 王栄周（1996年6月～1998年3月）
6. 王光宇（1998年7月～2001年8月）
7. 葉盛茂（2001年8月～2008年7月） - 退任後に起訴された最初の局長
8. 呉瑛（2008年7月～）